# Léon Pichon
Pour les articles homonymes, voir Pichon.
Léon Pichon (1876-1956) est un éditeur, graveur et imprimeur-typographe français.

## Biographie
Léon Jean Pichon est né le 25 juin 1876 à Paris rue Beaunier de Madeleine Baron et Alexandre Paul Élie Pichon. 
Pichon ouvre d'abord au 21 du boulevard Sébastopol, puis au 5 de la rue Christine, une imprimerie et maison d'édition d'art, produisant des ouvrages soignés, illustrés par de nombreuses gravures sur bois.
Le 27 décembre 1924 il est nommé chevalier de la Légion d'honneur, sous le parrainage de Henri Focillon, lequel établira une première bibliographie des productions éditoriales de Pichon en 1926. 
Pichon fabriqua une cinquantaine d'ouvrages jusque dans les années 1940, typographiés par ses soins. Parmi les auteurs publiés, on trouve Paul Valéry avec une édition du Cimetière marin illustré par Gino Severini (1920). Pichon a traduit sur bois des dessins d'artistes tels que Maxime Dethomas et a sollicité pour l'illustration Carlègle, Alfred Latour ou encore Hermann-Paul. 
Léon Pichon meurt en juin 1956.